# JR博多シティ (企業)
株式会社JR博多シティ（ジェイアールはかたシティ）は、福岡県福岡市博多区に本社を置く、九州旅客鉄道（JR九州）グループの不動産管理会社。
博多駅の一つ駅ビルであるJR博多シティなどを管理している。

## 概要
山陽新幹線の岡山駅-博多駅間開通に合わせて博多駅の駅ビル型商業施設を整備するために1973年4月2日に当時の日本国有鉄道などの出資により博多ターミナルビル株式会社として設立。1975年3月10日の山陽新幹線博多駅開業に合わせて博多デイトスを開業した。
その後、1977年12月1日に佐賀デイトス東館（佐賀駅）、1981年12月2日に佐賀デイトス西館、1984年12月1日に姪浜デイトス（姪浜駅）を開業。博多駅博多口の商業施設を運営していた博多ステーションビルも、増資前の時点で25%の株式を保有している。
1987年のJR発足後、博多駅の山陽新幹線高架下エリアは西日本旅客鉄道（JR西日本）に移管された一方で、博多ターミナルビルの株式はJR九州に承継されて以降も同社が新幹線高架下部分の管理を担っていたが、1994年に管理権をJR西日本に返還している。2011年3月3日には、九州新幹線鹿児島ルート全線開業に合わせて、主に「アミュプラザ博多」と「博多阪急」で構成されるJR博多シティを開業した。
2013年4月1日には、JR博多シティの運営会社であることを明確にするために、社名を株式会社JR博多シティに変更。この時点で運営の対象は、アミュプラザ博多、博多デイトス、エキサイド博多（現デイトスアネックス）、博多駅コンコース内店舗とされており、佐賀デイトス及び姪浜デイトスは運営の対象に含まれていない。なお、これ以外に2016年4月27日開業したJRJP博多ビル地下の「駅から300歩横丁」を含む商業ゾーンの運営も行う。
なお、姪浜デイトスは2014年7月14日にえきマチ1丁目姪浜に、佐賀デイトスは同年10月14日にえきマチ1丁目佐賀となり、運営もJR九州ビルマネジメントに移っている。
なお、2019年4月1日の株式移転を以て、親会社が九州旅客鉄道から同日に設立されるJR九州駅ビルホールディングス株式会社に変更された。
また、2022年11月からは天神（福岡市中央区）にある商業施設「VIORO」のプロパティマネジメント業務受託も行う。JR九州グループとしては初の他社商業施設のプロパティマネジメント業務受託になる。